# 776

## Догађаји
- Википедија:Непознат датум — Владавина династије Абасида у Багдаду.

- 24. април – Цар Лав IV поставља свог петогодишњег сина Константина VI за савладара Византијског царства. То доводи до устанка, који предводи један од Лавове полубраће, Цезар Никифор, други син бившег цара Константина V. Побуна је брзо угушена. Срећом по Никифора, његова једина казна је да буде лишен титула, док су остали завереници ослепљени, пострижени и прогнани у Херсон (јужни Крим) под стражом.
- Краљ Карло Велики проводи Ускрс у Тревизу (северна Италија), након што је угушио побуну у Фурланији и Сполету. Скида Хродгауда од Фурланије са власти и реформише војводство као Марку Фурланије (војно-гранични округ). Завереници који подржавају побуну су Арехис II, војвода од Беневента, и Адалгис, син бившег ломбардског краља Дезидерија. Франачки грофови су постављени у градовима Фурланије.
- Саксонски ратови: Саксонци се поново буне против хришћанства и франачке власти. Ересбург пада, али саксонски напад на замак Сибург не успева. Карло Велики се брзо враћа из Италије, покрећући контраофанзиву у којој поражавају Саксонце. Већина њихових вођа је позвана на Липу код града Бад Липшпринге (Северна Рајна-Вестфалија), да се формално потчине Карлу Великом.
- Битка код Отфорда: Краљ Егберт II од Кента побеђује Мерсијанце под краљем Офом (близу Отфорда) и поново се потврђује као владар Кента.

## Смрти
- Папа Виталијан